# Енотера дрібноцвіта
Енотера дрібноцвіта (Oenothera parviflora) — вид квіткових рослин з родини знітових (Onagraceae). Ареал: США, Канада; інтродукція: Європа, ПАР, Китай, Японія.

## Середовище
Населяє відкриті або порушені, піщані або гравійні ділянки, узбіччя доріг, перелоги, галявини, береги річок, солончаки, прибережні луки, росте уздовж водотоків; на висотах 0–1700 метрів.

## Біоморфологічна характеристика
Це трав'яниста ворсинчаста дворічна рослина. Стебла прямовисні, зелені або червоні на проксимальних частинах або на всьому протязі, переважно розгалужені від основи або лише в дистальній 1/2, 30–150 см. Листки в прикореневій розетці і стеблові; прикореневі 10–30 × 1–4 см, стеблові 4–18 × 1–3 см; пластина зазвичай яскраво-зелена, іноді блідо-зелена дистально, з білими або червоними прожилками, вузько зворотноланцетна, від вузькоеліптичної до ланцетної або довгаста, краї зазвичай плоскі, рідко хвилясті, рівномірно зубчасті або віддалено зубчасті, іноді зубці широко розставлені; приквітки стійкі. Суцвіття прямі або ± зігнуті, нерозгалужені або з вторинними гілками. Квіти розкриваються на заході сонця; чашолистки від зелених до жовтувато-зелених або червоні або темно-червоні, іноді лише з червоними крапками, 7–17 мм; пелюстки від жовтих до блідо-жовтих, потім від блідо-жовтих до блідо-жовто-помаранчевих, дуже широко обернені, 8–15(20) мм. Коробочки зазвичай зеленувато-чорні в сухому стані, від вузьколанцетоподібних до ланцетоподібних, 20–40 × 3.5–5 мм, вільні кінчики стулок 1–1.5 мм. Насіння 1.1–1.8 × 0.5–1 мм. Цвітіння: червень — серпень. 2n = 14.

## Використання
Enothera parviflora використовують як декоративну рослину в садах і як лікарську рослину.